# دارکوب‌های سبز سرسرخ
دارکوب‌های سبز سرسرخ (نام علمی: Campethera) یک سرده از پرندگان خانوادهٔ دارکوبان است که بومی جنوب صحرای آفریقا است. بیشتر گونه‌ها بومی جنگل‌ها و ساوانا هستند تا جنگل‌های عمیق، و چندین گونه استراتژی‌های جستجوی گیاهی یا زمینی را نشان می‌دهند. نزدیک‌ترین خویشاوند آن سردهٔ تک‌نماد دارکوب زمینی در جنوب آفریقا است که از راهبردهای جستجوی علوفه و پرورش زمینی استفاده می‌کند. با این حال، آن‌ها از بستگان نزدیک دارکوب‌هایی با ظاهری مشابه در "کلاد Dendropicos " نیستند.
باور بر این است که تنوع گونه‌ای در کلاد "Campethera" کمتر از حد اعلام شده‌است و ممکن است تا ۱۸ گونه در آن باشند. در حال حاضر ۱۱ گونه شناخته شده‌است.